# Taneotop
Taneotop is een bestuurslaag in het regentschap Timor Tengah Selatan van de provincie Oost-Nusa Tenggara, Indonesië. Taneotop telt 926 inwoners (volkstelling 2010).